# Mauricio Baldivieso
Pablo Mauricio Baldivieso Ferrufino (La Paz, 22 de julio de 1996) es un exfutbolista boliviano. Es conocido por ser el jugador más joven en debutar con la edad de doce años. Se desempeñó como centrocampista.

## Trayectoria
Se inició en la cantera del Aurora y en 2009 fue convocado para el primer equipo, el cual era dirigido por su padre, Julio César Baldivieso.
Debutó el 19 de julio de 2009, convirtiéndose en el jugador más joven en debutar en Primera División a nivel mundial y, además, en la Liga de Fútbol Profesional Boliviano a la edad de 12 años. Sin embargo, durante la semana siguiente, dadas las reacciones provocadas por la ilogica decisión del padre del joven, la dirigencia del Club Aurora prohibió su participación en el resto del Torneo Clausura. En consecuencia, tanto él como su padre abandonaron el club.
Pero el 31 de julio de 2011, en un partido frente a Wilstermann y otra vez con su padre como técnico, ingresó en el minuto 89 para culminar el partido con un marcador de 3-0 a favor de Aurora. Así en el 2012 regresó a las filas del Club Aurora donde jugó como titular en el primer plantel. Mauricio además se convirtió en el jugador más joven en debutar en un torneo internacional, que lo hizo jugando con el Club Aurora ante Cerro Largo de Uruguay el 26 de julio de 2012, partido por la Copa Sudamericana 2012, entrando como titular desde el inicio del partido; a la edad de dieciséis años.
En mayo del 2016 se consagra campeón del Torneo Clausura de la Temporada 2015/16 con el Wilstermann de la Liga del Fútbol Profesional Boliviano.

## Selección nacional
- Disputó el Sudamericano Sub-20 del año 2015 en Uruguay con la Selección de fútbol sub-20 de Bolivia, jugando 1 partido.

## Clubes
| Club                 | País    | Año       | PJ | Goles |
| -------------------- | ------- | --------- | -- | ----- |
| Aurora               | Bolivia | 2009-2011 | 1  | 0     |
| Real Potosí          | Bolivia | 2012      | 5  | 0     |
| Aurora               | Bolivia | 2012      | 23 | 3     |
| Nacional Potosí      | Bolivia | 2013      | 16 | 0     |
| Universitario (USFX) | Bolivia | 2015      | 6  | 1     |
| Jorge Wilstermann    | Bolivia | 2016      | 8  | 1     |
| San José             | Bolivia | 2016-2017 | 13 | 0     |

## Récords
- Jugador más joven en debutar oficialmente en un campeonato del Fútbol Profesional con 12 años. Lo hizo el 19 de julio de 2009, en un partido entre Club Aurora y La Paz Fútbol Club en el Torneo Clausura 2009 de la Primera División del fútbol Boliviano.[4]

## Palmarés
| Título           | Club              | País    | Año     |
| ---------------- | ----------------- | ------- | ------- |
| Primera División | Jorge Wilstermann | Bolivia | 2015-16 |